# Caroline Williams
Caroline Williams (Rusk, 27 marzo 1957) è un'attrice statunitense divenuta famosa per il ruolo di "Stretch" nel film del 1986  Non aprite quella porta - Parte 2.
Ha poi avuto un breve cameo in Non aprite quella porta - Parte 3  ed ha recitato in ruoli di minor rilevanza in Stepfather 2, Leprechaun 3 e Halloween II.Ha inoltre recitato in numerose serie televisive fra cui La signora in giallo, E.R. - Medici in prima linea, Nip/Tuck.

## Biografia
Williams è nata a Rusk, in Texas. 

## Carriera
Ha fatto il suo debutto cinematografico in Smile nel 1975.
Un decennio dopo ha recitato in Alamo Bay e La leggenda di Billie Jean.
Nel 1986 Williams ha avuto piccoli ruoli in Thompson Last run e Getting Even prima di interpretare Vanita Stretch Brock in Non aprite quella porta - Parte 2 (The Texas Massacre 2).
Nel 1989 Williams ha recitato Il patrigno II (Stepfather II).
Nel 1990 ha ripreso il ruolo di Stretch per un breve cameo nel film Non aprite quella porta - Parte 3 (Leatherface: The Texas ChaiNsaw Massacre III) e ha anche recitato in Giochi di tuono (Days of Thunder).
Nel 1995, Williams ha recitato in Leprechaun 3. Williams e apparsa in diverse serie televisive com E.R. - medici in prima linie (1996) Susan (1996) e Sabrina, vita da strega (1997).
Nel 2000, Williams ha recitato in Il Grinch (How Grinch Stole the Christmas).
Ha fatto un ritorno ai film horror nel 2009 in un ruolo in Halloween diretto da Rob Zombie e ha avuto un'apparizione in Gray's Anatomy l'anno successivo.
Nel 2013, Williams ha recitato nel film horror Contracted e Hatchet III. Altre apparizioni includono Martian Land (2015) Blood Feast (2016) Fantasma (2017).
Grande appassionata di musica rock e heavy metal, è più volte apparsa sul palco con il cantante shock rock Wednesday 13, nei panni di Stretch,improvvisando una chain dance con una motosega, simile a quella fatta da Leatherface in molte sequenze di "Non aprite quella porta parte 2".

## Filmografia parziale

### Cinema
- Smile, regia di Michael Ritchie (1975)
- Alamo Bay, regia di Louis Malle (1985)
- La leggenda di Billie Jean (The Legend of Billie Jean), regia di Matthew Robbins (1985)
- Non aprite quella porta - Parte 2 (The Texas Chainsaw Massacre 2), regia di Tobe Hooper (1986)
- Il patrigno II (Stepfather II), regia di Jeff Burr (1989)
- Non aprite quella porta - Parte 3 (Leatherface: The Texas Chainsaw Massacre III), regia di Jeff Burr (1990)
- Giorni di tuono (Days of Thunder), regia di Tony Scott (1990)
- Leprechaun 3, regia di Brian Trenchard-Smith (1995)
- Il Grinch (How Grinh Stole the Christmas), regia di Ron Howard (2000)
- Halloween II, regia di Rob Zombie (2009)
- Hatchet III, regia di B J McDonnell (2013)
- Contracted (Contracted: Phase I), regia di Eric England (2013)
- Tales of Poe, regia di Bart Mastronardi e Alan Rowe Kelly (2014)
- Tales of Halloween, di registi vari (2015)
- Martian Land, regia di Scott Wheeler (2015)
- Blood Feast, regia di Marcel Walz (2016)
- Fantasma, regia di Brett Mullen (2017)
- Renfield, regia di Chris McKay (2023)

### Televisione
- L.A. Law - Avvocati a Los Angeles (L.A. Law) – serie TV, 2 episodi (1987)
- E giustizia per tutti (Equal Justice) – serie TV, 1 episodio (1991)
- La signora in giallo (Murder, She Wrote) – serie TV, episodi 8x22-9x02 (1992)
- Sisters – serie TV, 1 episodio (1992)
- Due poliziotti a Palm Beach (Silk Stalkings) – serie TV, 1 episodio (1992)
- E.R. - Medici in prima linea (ER) – serie TV, 1 episodio (1996)
- Susan – serie TV, 1 episodio (1996)
- Sabrina, vita da strega (Sabrina, the Teenage Witch) – serie TV, 1 episodio (1997)
- Un detective in corsia (Diagnosis: Murder) – serie TV, 1 episodio (1999)
- The District – serie TV, 1 episodio (2003)
- The Division – serie TV, 2 episodi (2004)
- Nip/Tuck – serie TV, 1 episodio (2007)
- Grey's Anatomy – serie TV, 1 episodio (2010)
- The Mentalist – serie TV, 1 episodio (2011)
- Sharknado 4 (Sharknado: The 4th Awakens), regia di Anthony C. Ferrante – film TV (2016)

## Doppiatrici italiane
Nelle versioni in italiano delle opere in cui ha recitato, Caroline Williams è stata doppiata da:
- Micaela Esdra in: Non aprite quella porta - Parte 2
- Silvia Pepitoni in: Leprechaun 3
- Emilia Costa in Grey's Anatomy